# Lijst van voetbalinterlands Australië - Taiwan
Deze lijst van voetbalinterlands is een overzicht van alle officiële voetbalwedstrijden tussen de nationale teams van Australië en Taiwan (Chinees Taipei). De landen speelden tot op heden elf keer tegen elkaar. De eerste ontmoeting, een vriendschappelijke wedstrijd, werd gespeeld in Hongkong op 3 december 1965. Het laatste duel, een kwalificatiewedstrijd voor het Wereldkampioenschap voetbal 2022, vond plaats op 7 juni 2021 in Koeweit.

## Wedstrijden
| №  | Plaats    | Datum            | Competitie                      | Wedstrijd                  | Uitslag |
| -- | --------- | ---------------- | ------------------------------- | -------------------------- | ------- |
| 1  | Hongkong  | 3 december 1965  | Vriendschappelijk               | Taiwan – Australië         | 1 – 3   |
| 2  | Ba        | 13 maart 1977    | WK 1978 kwalificatie            | Australië – Taiwan         | 3 – 0   |
| 3  | Ba        | 16 maart 1977    | WK 1978 kwalificatie            | Taiwan – Australië         | 1 – 2   |
| 4  | Taipei    | 27 november 1979 | Vriendschappelijk               | Taiwan – Australië         | 0 – 2   |
| 5  | Adelaide  | 10 juni 1981     | WK 1982 kwalificatie            | Australië – Chinees Taipei | 3 – 2   |
| 6  | Taipei    | 6 september 1981 | WK 1982 kwalificatie            | Chinees Taipei – Australië | 0 – 0   |
| 7  | Adelaide  | 23 oktober 1985  | WK 1986 kwalificatie            | Australië – Chinees Taipei | 7 – 0   |
| 8  | Sydney    | 27 oktober 1985  | WK 1986 kwalificatie            | Chinees Taipei − Australië | 0 − 8   |
| 9  | Hongkong  | 9 december 2012  | Oost-Azië Cup 2013 kwalificatie | Australië − Chinees Taipei | 8 − 0   |
| 10 | Kaohsiung | 15 oktober 2019  | WK 2022 kwalificatie            | Chinees Taipei − Australië | 1 − 7   |
| 11 | Koeweit   | 7 juni 2021      | WK 2022 kwalificatie            | Australië − Chinees Taipei | 5 − 1   |

## Samenvatting
| Competitie                 | Totaal gespeeld | Winst Australië | Gelijk | Winst Chinees Taipei | Doelsaldo Australië – Chinees Taipei |
| -------------------------- | --------------- | --------------- | ------ | -------------------- | ------------------------------------ |
| WK-kwalificatie            | 8               | 7               | 1      | 0                    | 35 − 5                               |
| Oost-Azië Cup-kwalificatie | 1               | 1               | 0      | 0                    | 8 − 0                                |
| Vriendschappelijk          | 2               | 2               | 0      | 0                    | 5 − 1                                |
| Totaal                     | 11              | 10              | 1      | 0                    | 48 − 6                               |

Wedstrijden bepaald door strafschoppen worden, in lijn met de FIFA, als een gelijkspel gerekend.